# Farmos, Pesta
Farmos  este un sat în districtul Nagykáta, județul Pesta, Ungaria, având o populație de 3.593 de locuitori (2011). 

## Demografie
Componența etnică a satului Farmos
     Maghiari (97,8%)
     Necunoscut (0,51%)
     Alții (1,69%)
Componența confesională a satului Farmos
     Romano-catolici (47,76%)
     Fără religie (11,61%)
     Reformați (5,98%)
     Luterani (4,48%)
     Necunoscută (29,59%)
     Alte religii (2,14%)
Conform recensământului din 2011, satul Farmos avea 3.593 de locuitori. Din punct de vedere etnic, majoritatea locuitorilor (97,8%) erau maghiari. Apartenența etnică nu este cunoscută în cazul a 0,51% din locuitori. Nu există o religie majoritară, locuitorii fiind romano-catolici (47,76%), persoane fără religie (11,61%), reformați (5,98%) și luterani (4,48%). Pentru 29,59% din locuitori nu este cunoscută apartenența confesională.